# Cyclosorus articulatus
Cyclosorus articulatus là một loài dương xỉ trong họ Thelypteridaceae. Loài này được Panigrahi mô tả khoa học đầu tiên năm 1993.
Danh pháp khoa học của loài này chưa được làm sáng tỏ. 